# Santo Domingo (rijeka u Venezueli)
Santo Domingo (es. Río Santo Domingo) je rijeka na zapadu Venezuele, duga 220 km, jedna od lijevih pritoka Orinoca i najveća rijeka savezne države Barinas. u Venezueli.

## Riječni tijek
Rijeka Santo Domingo izvire u nacionalnom parku Laguna de Mucubají u planinama Anda u državi Mérida. Od izvora rijeka teče prema jugoistoku, i spuštajući se s planina utječe u Državu Barinas. Nakon što primi pritoku Aracay, utječe u grad Barinas, gdje je podignuta hidrocentrala José Antonio Páez, koja daje znatnu količinu električne energije kojom se opskrbljuju savezne države Barinas i Mérida.
Nakon tog rijeka uz velike meandre protiče preko Llanosa do ušća u Orinoco kod naselja San Vicente u državi Barinas.
Santo Domingo donosi Orinocu godišnje oko 18.000 milijuna m³ vode, što je oko 17% od sve količine voda, koje mu donose lijeve pritoke.

## Vanjske poveznice
|  | Zajednički poslužitelj ima još gradiva o temi Santo Domingo (rijeka u Venezueli) |

- Río Santo Domingo na portalu Facil Guia  Arhivirana inačica izvorne stranice od 30. prosinca 2019. (Wayback Machine) (šp.)
- Mapa de Río Santo Domingo, Barinas, Barinas na portalu Mapas America (šp.)